# Norman Lane
Norman Lane   (Toronto, 6 de novembre de 1919 - Hamilton, 6 d'agost de 2014) fou un piragüista canadenc que va competir durant les dècades de 1940 i 1950. Era germà del també piragüista Ken Lane.
El 1948 va prendre part en els Jocs Olímpics de Londres, on guanyà la medalla de bronze en la competició del C-1 10.000 metres del programa de piragüisme. Quatre anys més tard, als Jocs de Hèlsinki, fou cinquè en la mateixa competició.
Nascut a Toronto el 1919, Lane es va doctorar en matemàtiques per la Universitat de Toronto i fou professor de matemàtiques a la Universitat McMaster de 1952 a 1987. Va morir a Hamilton, Ontario, el 6 d'agost de 2014, amb 94 anys.